# Kumlatofta
Kumlatofta är en by i Sjöbo kommun, bestående av tre gårdar i byn och 6 gårdar utanför och 6 villor. 
En av gårdarna är byggnadsminnesförklarad. Kumlatofta är en av Skånes få byar där gårdarna inte är utflyttade från byn, så kallad klungby. Orten är känd sedan 1400-talet. Från Kumlatofta kommer släktföreningen Helje Mattssons.
Hästverksamhet är en av de verksamhetsområdena men även andra företag finns i byn. Lantbruk och hästuppfödning har varit traditionella verksamheter.